# Super Show-Down (2018)
Super Show-Down (2018) – gala wrestlingu wyprodukowana przez federację WWE dla zawodników z brandów Raw, SmackDown i 205 Live. Odbyła się 6 października 2018 w Melbourne Cricket Ground w Melbourne w stanie Wiktoria w Australii. Emisja była przeprowadzana na żywo za pośrednictwem WWE Network oraz w systemie pay-per-view. Była to pierwsza gala w chronologii cyklu Super ShowDown.
Na gali odbyło się dziesięć walk, w tym jedna podczas pre-show. W walce wieczoru, Triple H pokonał Undertakera w No Disqualification matchu. W przedostatniej walce, Daniel Bryan pokonał The Miza, aby zostać pretendentem do WWE Championship. W innych ważnych walkach, The Shield (Dean Ambrose, Roman Reigns i Seth Rollins) pokonali Brauna Strowmana, Dolpha Zigglera i Drew McIntyre’a, AJ Styles pokonał Samoa Joe poprzez submission w No Countout, No Disqualification matchu aby zachować WWE Championship oraz Buddy Murphy pokonał Cedrica Alexandra aby zdobyć WWE Cruiserweight Championship.

## Produkcja
Super Show-Down oferowało walki profesjonalnego wrestlingu z udziałem różnych wrestlerów należących do brandów Raw i SmackDown spośród istniejących oskryptowanych rywalizacji i storyline’ów. Kreowane są podczas cotygodniowych gal Raw, SmackDown Live oraz ekskluzywnej dla dywizji cruiserweight 205 Live. Wrestlerzy są przedstawieni jako heele (negatywni, źli zawodnicy i najczęściej wrogowie publiki) i face’owie (pozytywni, dobrzy i najczęściej ulubieńcy publiki), którzy rywalizują pomiędzy sobą w seriach walk mających budować napięcie. Kulminacją rywalizacji jest walka wrestlerska lub ich seria.

### Rywalizacje
16 czerwca 2018 ustalono walkę pomiędzy The Undertakerem i Triple H’em. 20 sierpnia 2018 na odcinku Raw Triple H opowiedział o tym, jak niechętnie zaakceptował rewanż, ponieważ ostatni mecz między nimi na WrestleManii XXVIII (Hell in a Cell match z Shawnem Michaelsem jako sędzią specjalnym) został ogłoszony jako „End of an Era”. Triple H dodał, że hasłem tego konkursu będzie „Last Time Ever”.
Na SummerSlam The Miz pokonał Daniela Bryana po tym, jak żona Miza, Maryse, dała mu parę kastetów, których sędzia nie zauważył. Na następnym SmackDown Miz i Maryse kpili z przemówienia Bryana na emeryturę sprzed dwóch lat. Bryan i jego żona Brie Bella wyszli i skonfrontowali się z nimi. Bryan nazwał Miza tchórzem za to, że musiał oszukiwać, aby wygrać, i powiedział, że generalna menadżerka SmackDown Paige ustaliła Mixed Tag Team match pomiędzy Bryanem i Brie oraz Mizem i Maryse w Hell in a Cell, który wygrali Miz i Maryse. 21 sierpnia ustalono również rewanż pomiędzy Bryanem i The Mizem na Super Show-Down, gdzie zwycięzca miał otrzymać szansę na WWE Championship.
Również 21 sierpnia The Shield (Dean Ambrose, Roman Reigns i Seth Rollins) ustalili Six-man Tag Team match. The Shield ponownie zjednoczyło się, by uniemożliwić Braunowi Strowmanowi wykorzystanie kontraktu Money in the Bank na WWE Universal Championship na Reignsie 20 sierpnia na odcinku Raw po tym, jak Reigns zachował tytuł przeciwko Finnowi Bálorowi. Doprowadziło to do walki 27 sierpnia na odcinku Raw, w którym Reigns i Strowman zmierzyli się z Dolphem Zigglerem i Drew McIntyre’em. Podczas walki Strowman pomógł Zigglerowi i McIntyre’owi zaatakować Reignsa, po raz drugi w swojej karierze przechodząc heel turn. Po ataku na Reignsie, trio zaatakowało również Ambrose’a i Rollinsa, gdy próbowali pomóc Reignsowi. Na Super Show-Down ustalono Six-man Tag Team match pomiędzy The Shield a Strowmanem, Zigglerem i McIntyre’em.
Na SummerSlam, podczas walki o mistrzostwo WWE pomiędzy Samoa Joe i AJ Stylesem, Joe drwił ze Stylesa, lekceważąc swoją żonę i córkę, które były obecne. Zirytowany Styles zaatakował Joego stalowym krzesłem, w wyniku czego Joe wygrał przez dyskwalifikację, jednak Styles zachował tytuł. 24 sierpnia ustalono rewanż między nimi o tytuł w Hell in a Cell. Na pay-per-view, Styles skontrował Coquina Clutch Joe w przypięcie, aby zachować mistrzostwo, pomimo tego, że Styles klepał po Coquina Clutch, którego sędzia nie widział. Po walce Joe zaatakował Stylesa. Zirytowany Joe zażądał rewanżu ze Stylesem. Paige zgodziła się i zaplanowała trzeci mecz pomiędzy nimi o tytuł na Super Show-Down, "bez dyskwalifikacji, wyliczeń i wymówek".
7 sierpnia na odcinku SmackDown, Big E z The New Day i Kofi Kingston pokonali The Bar (Cesaro i Sheamus), stając się pretendentem do SmackDown Tag Team Championship na SummerSlam, gdzie The New Day pokonał obrońców tytułu The Bludgeon Brothers (Harper i Rowan) przez dyskwalifikację, ale nie zdobyli tytułów. The New Day zdobyli mistrzostwo w następnym odcinku SmackDown i utrzymali je w Hell in a Cell. 4 września na Super Show-Down ustalono walkę pomiędzy The New Day i The Bar o tytuły.
Na SummerSlam Charlotte Flair pokonała Becky Lynch i obrończynię tytułu Carmellę w Triple Threat matchu, aby zdobyć SmackDown Women’s Championship. Po walce Lynch zaatakowała Flair, przechodząc tym samym heel turn. Przez kolejne tygodnie obaj atakowali się nawzajem. Na Hell in a Cell, Lynch pokonała Flair, aby zdobyć mistrzostwo. Na Super Show-Down ustalono rewanż o tytuł.
Po powrocie Trish Stratus 27 sierpnia na odcinku Raw, Stratus wraz z Raw Women’s Champion Rondą Rousey towarzyszyli Natalyi w jej pojedynku z Alicią Fox, który wygrała. Po walce duetowi pogratulowali The Bella Twins (Nikki Bella i Brie Bella), którzy ogłosili, że powrócą do walk przeciwko The Riott Squad (Ruby Riott, Liv Morgan i Sarah Logan) 3 września na odcinku Raw Six-woman Tag Team match pomiędzy Rousey i The Bella Twins przeciwko The Riott Squad został ustalony na Super Show-Down.
21 sierpnia na odcinku SmackDown Peyton Royce pokonała Naomi. W następnym tygodniu Billie Kay pokonała Naomi. 4 września na odcinku SmackDown Naomi pokonała Royce. Po meczu The IIconics zaatakowali Naomi, dopóki powracająca Asuka nie zaatakowała The IIconics. 4 września na Super Show-Down ustalono walkę Tag Teamową pomiędzy The IIconics a Asuką i Naomi.
10 sierpnia została ustalona walka pomiędzy Johnem Ceną i Kevinem Owensem na Super Show-Down. Jednak 21 sierpnia walka została zmieniona na Tag Team match, w którym Cena i Bobby Lashley zmierzą się z Owensem i Eliasem.
29 sierpnia ustalono walkę o Cruiserweight Championship podczas Super Show-Down, gdzie obrońca tytułu Cedric Alexander będzie bronił tytułu przeciwko Buddy’emu Murphy’emu.

## Wyniki walk
| Nr                                 | Wyniki | Stypulacje                                                | Czas  |
| ---------------------------------- | --- | --------------------------------------------------------- | ----- |
| 1                                  | The New Day (Xavier Woods i Kofi Kingston) (c) (z Big E) pokonali The Bar (Cesaro i Sheamusa)                             | Tag Team match o WWE SmackDown Tag Team Championship      | 9:38  |
| 2                                  | Charlotte Flair pokonała Becky Lynch (c) przez dyskwalifikację                                                            | Singles match o WWE SmackDown Women’s Championship        | 10:50 |
| 3                                  | John Cena i Bobby Lashley pokonali Eliasa i Kevina Owensa                                                                 | Tag Team match                                            | 10:05 |
| 4                                  | The IIconics (Billie Kay i Peyton Royce) pokonały Asukę i Naomi                                                           | Tag Team match                                            | 5:45  |
| 5                                  | AJ Styles (c) pokonał Samoa Joe poprzez submission                                                                        | No Countout, No Disqualification match o WWE Championship | 23:45 |
| 6                                  | Ronda Rousey i The Bella Twins (Brie Bella i Nikki Bella) pokonały The Riott Squad (Liv Morgan, Ruby Riott i Sarah Logan) | Six-woman Tag Team match                                  | 10:05 |
| 7                                  | Buddy Murphy pokonał Cedrica Alexandra (c)                                                                                | Singles match o WWE Cruiserweight Championship            | 10:35 |
| 8                                  | The Shield (Dean Ambrose, Roman Reigns i Seth Rollins) pokonali Brauna Strowmana, Dolpha Zigglera i Drew McIntyre’a       | Six-man Tag Team match                                    | 19:40 |
| 9                                  | Daniel Bryan pokonał The Miza                                                                                             | Singles match o miano predententa do WWE Championship     | 2:25  |
| 10                                 | Triple H (z Shawnem Michaelsem) pokonał The Undertakera (z Kanem)                                                         | No Disqualification match                                 | 27:35 |
| (c) – mistrz/mistrzyni przed walką | |                                                           |       |